# Governatori di Sheerness
Il Governatore del forte di Sheerness e dell'Isola di Sheppey fu un incarico militare col compito di governare le fortificazioni militari a Sheerness, sull'Isola di Sheppey, parte della difesa dell'estuario del Medway. L'area venne fortificata sin dai tempi di Enrico VIII d'Inghilterra, ma le fortificazioni presenti vennero distrutte nel 1667 durante un raid della marina olandese nell'area. Esso venne successivamente rifortificato e Sheerness divenne il principale porto della marina militare britannica sino al 1960. Il posto di governatore venne abolito nel 1852 quando l'ultimo governatore, Lord Combermere, accettò l'incarico di Conestabile della Torre di Londra.

## Governatori di Sheerness
- 1666–1668: Sir Chichester Wrey, III baronetto
- 1670–1680: Nathaniel Darrell
- 1680–1690: Sir Charles Lyttelton, III baronetto
- 1690–1706: Robert Crawford
- 1706–1729: Henry Withers
- 1729–1745: Lord Mark Kerr[1]
- 1745–1749: John Huske[2]
- 1749–1752: Charles Cadogan, II barone Cadogan[3]
- 1752–1778: Sir John Mordaunt[4]
- 1778–1811: Francis Craig[5]
- 1812–1821: Francis Edward Gwyn
- 1821–1852: Stapleton Cotton, I visconte Combermere[6]

## Luogotenenti Governatori di Sheerness
- 1685–1690: Robert Crawford
- 1690–1725: Thomas King
- Richard Evans
- Sir James Malcolm, IV baronetto
- ?–1806: Alexander Mair
- 1806–1813: Thomas Rudsdell[7]
- 1813–?: Robert Walker